# 海因茨·拉默丁
海因茨·拉默丁（Heinz Lammerding，1905年8月27日—1971年1月13日）是一位纳粹德国党卫队军官，在战后被判犯有战争罪。二战期间，拉默丁曾指挥親衛隊第2師，该师曾在法国占领区制造过蒂勒大屠杀和奥拉杜尔大屠杀。战后，拉默丁因下令屠杀约750名法国平民而在缺席的情況下被法國方面判处死刑，不過此時海因茨·拉默丁已在西德服刑一段时间，而且西德當局拒絕把他引渡給法國。法方曾威胁说要像以色列抓捕阿道夫·艾希曼那样派遣突击队入境西德抓捕拉默丁。但没等到法国人行动，拉默丁就在1971年因癌症而死。